# Joaquín Gutiérrez Mangel
Joaquín Gutiérrez Mangel (Limón, 30 de marzo de 1918 - San José, 16 de octubre de 2000) fue un escritor y dirigente comunista costarricense, creador del famoso personaje infantil Cocorí, miembro de la Academia Costarricense de la Lengua y Premio Nacional de Cultura Magón 
1975. Hombre multifacético, fue ajedrecista, periodista, cronista de guerra, novelista, cuentista, poeta, traductor, editor, profesor universitario y político. Trotamundos, de sus muchos recorridos escribió diarios, crónicas y memorias.
En el año 1999, el diario costarricense La Nación lo consideró la figura literaria nacional más importante del siglo XX.

## Biografía
Hijo de Francisco de Paula Gutiérrez Ross y Estela Mangel Rosat, nació en la costa caribeña, pero a los nueve años se fue a la capital, a San José a estudiar en el Colegio Seminario. En 1934 «se gradúa del Liceo de Costa Rica —donde ya había mostrado una decidida afinidad por los movimientos izquierdistas— y abandona los estudios de Derecho (en honor a la verdad, fue expulsado por ser partícipe de una huelga universitaria)».
Pasó un año en Estados Unidos, adonde su padre lo había enviado a estudiar.
Miembro de la generación literaria de 1940, publicó su primer libro, Poesías en 1937 —se dice que su primer verso lo había escrito a los 14 años y reflejaba una situación real: «Que yo tenga dos novias no es mala seña / que no hay ave que vuele con una ala»—, y el segundo, Jicaral, otro poemario, al año siguiente. Eran tiempos en que Gutiérrez se dedicaba, además de componer versos, al ajedrez —llegó a ser campeón de Costa Rica en 1939—, trabajaba en el Banco Nacional de Costa Rica y militaba en el Partido Comunista, con cuyo apoyo años más tarde sería candidato a la vicepresidencia de la nación en dos ocasiones.
Fue el deporte-ciencia el que llevó a Joaquín Gutiérrez fuera de su patria. Primero salió a Argentina a participar en la Olimpiada Mundial de Ajedrez de 1939 y tenía todo arreglado para, una vez finalizada la competición, zarpar a Francia donde le esperaba un trabajo que le daría un pariente de su madre en los Alpes, «en una fábrica de peines y peinetas», pero el 3 de septiembre estalló la Segunda Guerra Mundial. Todos sus planes se derrumbaron. Más tarde, recordaría:

«Me veo a mí mismo sentado, solo, en una banquita de un parque de Buenos Aires. ¿Qué diablos podía hacer, si el destino me cuiteaba de modo tan inconsulto e irresponsable? ¿Volver a Costa Rica? ¡Jamás! Me habían despedido hasta con lágrimas pensando que yo partía para siempre, ¿cómo iba a llegar de vuelta al mes con el rabo entre las piernas? Niet, never; nikagdá, jamais! ¿Y entonces? Al fin di con lo que era por lo menos una cuasi solución. En el viaje de ida a Buenos Aires había pasado por Chile, en donde acababa de salir electo presidente don Pedro Aguirre Cerda, el candidato popular; en Santiago estudiaba economía mi primo Quique Mangel, y además, a mi paso había encontrado estupendas a las chilenas y, tercero, el vino era buenísimo y valía menos que un refresco. En vista de razones tan poderosas, al día siguiente de la clausura de la Olimpiada, me fui en el tren trasandino, cruzando la interminable pampa argentina, y remontando, ¡qué impresionante! la cordillera de los Andes, con todo y ese fulano, el más alto del continente americano: el Aconcagua y sus 7.010 metros. Llego así, el 21 de septiembre de 1939, el mismo día en que llegaba la primavera, a la estación Mapocho de Santiago de Chile. Busco un hotelito barato, cercano a la estación y me encuentro con el Bristol -que aún existe-. Entro, me ponen delante un libraco en donde debo escribir todos mis datos, llego hasta profesión u oficio, y me detengo... ¿Qué puedo poner? ¿Ajedrecista? ¿Caminante en Broadway? ¿Poeta con dos pinches libritos publicados? Ser comunista no es un oficio y mi trabajo en el Banco de Costa Rica no justifica poner banquero. ¿Entonces? Dudo. Me demoro. El hotelero ya está frunciendo el ceño, y de repente, sin pensarlo más, escribo con letras grandotas: NIGROMANTE. El hombre le da vuelta al libro, lee lo que he escrito y levanta una ceja. Me mira. Levanta la otra. Lo miro. Turulato trata de disimular su total ignorancia de aquel oficio que suena tan majestuoso y al fin se resigna, cierra el libro y me da la llave del cuarto».

En Chile —país que, en sus propias palabras, se convirtió en su "segunda patria" y donde publicó "casi todas" sus novelas"— conoció a Elena Nascimento —hija del dueño de la prestigiosa librería y editorial que llevaba su apellido— con quien se casaría el 31 de diciembre de 1941 y con quien tendría dos hijas, Alejandra (que ha publicado una novela pero que se dedica más al teatro) y Elena, (bailarina).
En aquel país andino fue traductor de cables de las agencias de noticias Reuters, UPI y Associated Press, editor de la editorial Nascimento y —durante el gobierno de la Unidad Popular de Salvador Allende, de quien era amigo— director de Quimantú. 
Muy amigo de Pablo Neruda —desde la década de los años 40 hasta la muerte del gran poeta chileno, en 1973—, este le prologó La hoja de aire, publicada en Chile en 1968. 
Como periodista corresponsal de El Siglo, órgano oficial del PC chileno, vivió en la URSS (1962) y China y cubrió la guerra de Vietnam, logrando de hecho una entrevista con Ho Chi Minh en el año 1966, justo tres años antes del fallecimiento de Minh.
Gutiérrez se vio obligado a abandonar Chile después del golpe militar del 11 de septiembre de 1973, dirigido por el general Augusto Pinochet contra el gobierno de Allende. 
De regreso en Costa Rica participó activamente en la vida cultural y política de su patria: entre otras cosas, fue profesor en la Universidad de Costa Rica y candidato a vicepresidente del país por la coalición de izquierda Pueblo Unido en las elecciones de 1982 y 1986. Fue elegido miembro de número de la Academia Costarricense de la Lengua para ocupar la Silla E, que a su muerte en 1970 había dejado vacante Juan Trejos Quirós, pero Gutiérrez nunca tomó posesión de ella.
Gutiérrez fue también traductor, particularmente de las obras de Shakespeare; así, en San José publicó sus versiones al castellano de Hamlet (1982), Macbeth (1984), El rey Lear, (1991) y Julio César (1993). 
Falleció a los 82 años debido a un paro cardiorrespiratorio —ocurrido a las 2:30 a. m.— producto de una infección en los pulmones; la muerte se produjo en el Hospital Calderón Guardia después de haber estado una semana en tratamiento. Sus funerales se realizaron el martes 17 de octubre de 2000 en el Cementerio General, después de ser velado en el Teatro Nacional, en cuyo jardín pusieron más tarde una busto de bronce suyo. 
Nieta suya es la directora de cine Ishtar Yasin Gutiérrez.

## Premios y distinciones
- Campeón Nacional de Ajedrez de Costa Rica 1939
- Premio Rapa Nui 1947 por Cocorí
- Premio Novela Editorial Costa Rica 1972 por Murámonos, Federico
- Premio Nacional de Cultura Magón 1975
- Premio Casa de las Américas 1977
- Premio Nacional Aquileo J. Echeverría 1968 por La hoja de aire
- Doctor honoris causa por la Universidad de Costa Rica, 1992
- Premio Mundial de Literatura José Martí 1997
- Ingresa en la Galería Costarricense del Deporte en 1996 por su carrera ajedrecística
- El periódico costarricense La Nación lo nombra en 1999 la figura literaria nacional más importante del siglo XX

## Obras
- Poesía, 1937, San José (Costa Rica)
- Jicaral, 1938, San José (Costa Rica)
- Cocorí, más bien cuento que novela, 1947, Santiago de Chile
- Manglar, novela, 1947, Santiago de Chile
- Puerto Limón, novela, 1950, Santiago de Chile
- Del Mapocho al Vístula, 1953, Santiago de Chile
- La hoja de aire, más bien cuento que novela, 1968, Santiago de Chile, con prólogo de Pablo Neruda (en 2006 el taller editorial Piedra de Toque sacó una edición especial —a cargo de Juliana Penagos y presentada en un bello estuche a modo de joya— de 3,000 ejemplares numerados, con cinco pinturas del español Emilio González Sáinz y los prólogos de Neruda y del escritor mexicano Jordi Soler[8])
- Murámonos, Federico, 1973, San José (Costa Rica)
- Volveremos, 1974
- Te conozco mascarita, poesía, 1977, Santiago de Chile
- Te acordarás, hermano, novela, 1978, La Habana (el mismo año la Editorial Costa Rica editará el libro y en 1995 la Editorial Universidad Estatal a Distancia, San José, sacará una nueva edición, "corregida y mejorada")
- Chinto Pinto, antología para niños, 1982, San José (Costa Rica)
- Vietnam. Crónicas de guerra, 1988, San José (Costa Rica)
- Obras completas, 5 t, 1998-2003, San José (Costa Rica)
- Crónicas de otro mundo, Editorial Universidad de Costa Rica, 1999
- Los azules días, memorias, Editorial Universidad de Costa Rica, 1999